# منظمة غير ربحية

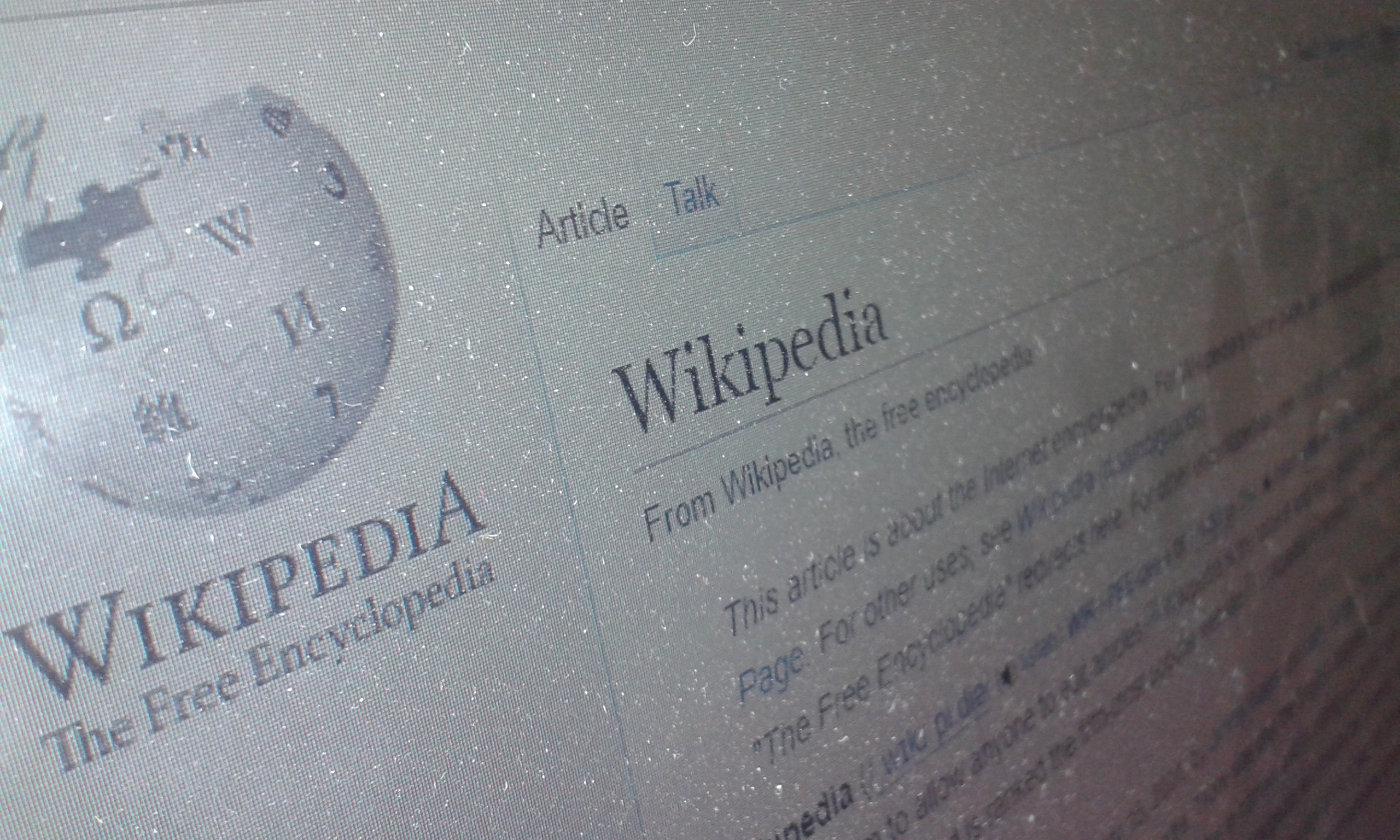
موسوعة ويكيبيديا كمثال لمنظمة غير ربحية

المنظمة غير الربحية، ويطلق عليها أيضاً منظمة لا تسعى للربح، هي أيّ منظمة تهدف في الأساس إلى دعم نشاط أو عدد من الأنشطة العامة أو الخاصة بدون أيّ مصلحة تجارية أو هدف ربحي أو الدعوة إليه أو الانخراط فيه وهو ما تقوم به المنظمات الربحية. ينشط هذا الشكل من المنظمات في مجالات واسعة كالمساعدات الإنسانية والبيئة وحماية الحيوان والتعليم والفنون والرعاية الصحية والقضايا الاجتماعية والمؤسسات الخيرية والسياسة والدين والبحوث والرياضة وغيرها من المساعي.
تُسهم المنظمات الإعلامية غير الربحية في دعم حرية التعبير والتكوين المستمر للصحفيين، خصوصًا في البيئات المقيدة.

## التمايز الربحي
يعتبر معظم الخبراء أن الضوابط الأخلاقية والقانونية في توزيع الربحية على المساهمين أو الملاك هو ما يمايز بين المنظمات غير الربحية والمشروعات التجارية. هناك إشكالية في مسمى هذه المنظمات بين الخبراء، فالبعض يطلق عليها منظمة غير ربحية (بالإنجليزية: Non-profit organization)، وآخرون يستخدمون مسمى منظمة لا تسعى للربح (بالإنجليزية: not-for-profit organization). ولا يوجد أفضلية لمسمى على الآخر، حيث أن الجدل لم يحسم بشكل نهائي لصالح أحد المسميين.
السمة الأساسية المميزة لهذه المنظمات أنها لا تعمل من أجل توليد الربح (الدخل). وقد تتقبل المنظمة غير الربحية الأموال والأشياء ذات القيمة المادية وتحتفظ بها وتنفقها. ويجوز لها أيضاً من الناحيتين القانونية والأخلاقية إجراءُ استثمارات أو إقامةُ تجارة ذات عائد ربحي. ولكن هذا المدى الاستثماري أو الربحي في العادة يكون مشروطاً بشكل قانوني من حيث الحجم والمجال والربحية وكيفية الاستخدام. عادةً ما تكون هذه المنظمات ممولة من تبرعات أو هبات من القطاع الخاص أو القطاع العام أو كليهما وتمتلك أفضلية الاستثناء من الضرائب.
تدار بعض المنظمات غير الربحية من قبل متطوعين أو عاملين مدفوعي الأجر. لكن بعض الوظائف مدفوعة الأجر قد صارت عرضة للجدل، إذ أن رواتب بعض المدراء التنفيذيين قد تصل إلى ملايين الدولارات سنوياً [بحاجة لمصدر]. وقد ينتسب للمنظمة غير الربحية أعضاء مشاركون أو منتفعون أو طلاب بدلاً من الزبائن في المشروعات الربحية ولا ينبغي التعميم في المقارنة من حيث التكلفة «غير الربحية» مقابل «الربحية» فقد يكون هناك الكثير من الربح الذي تجنيه المنظمات غير الربحية.

## الطبيعة والأهداف
المنظمات غير الربحية غالبا ما تكون منظمات خيرية أو خدمية وعادةً ما يكون التكوين الهيكلي لبنائها هو شركة مساهمة غير ربحية أو تعاونية أو مؤسسة غير رسمية.
تسمى في بعض الأحيان مؤسسات وقفية من حيث امتلاكها لمخزونات تمويلية كبيرة. ومن المنظمات الشبيهة بها هي المنظمات الداعمة التي تعمل على أنها مؤسسات وقفية، لكنها أكثر تعقيدًا في إدارتها وتعرضها للضرائب، بالإضافة إلى أن المنظمات الخيرية التي تتلقى منحًا من المنظمات غير الربحية يجب أن تكون ذات صلات وثيقة بها.
تمنح معظم هذه المؤسسات الوقفية هبات إلى المنظمات غير الربحية الأخرى أو توفر زمالات أو هبات مباشرة للمشتركين. ويمكن استخدام مصطلح المؤسسات الوقفية من قبل الشركات المساهمة غير الربحية حتى لو كانت منظمات تطوعية أو جمعيات شعبية.
في العديد من البلاد التي تطبق القانون الجيرماني كألمانيا والسويد وفنلندا، تكون المنظمات غير الربحية عادةّ عبارة عن جمعيات تطوعية، على الرغم من أن بعضها يمتلك بنية اتحادية. وعادةً ما تمول الجمعية التطوعية على أساس مبدأ الشخص الواحد-صوت واحد.

## الجوانب القانونية
هناك تنوع واسع في رؤية هياكل وأغراض المنظمة غير الربحية من حيث التصنيف القانوني والملاحق التدقيقية، رغم ذلك هناك بعض العناصر القانونية الرئيسية الواجب توافرها في المنظمة غير الربحية، منها
- اتباع الشروط القانونية للتأسيس.
- إعلان الغرض الذي تأسست من أجله.
- النشاط الاقتصادي.
- شرطية الإشراف والإدارة.
- إعلان الممثلين للمنظمة.
- شرطية المحاسبة والمراجعة.
- شرطية تعديل الهيكل التأسيسي أو العقد التأسيسي.
- شرطية حل الكيان.
- الإعلان الضريبي للشركات والجهات المانحة.
- الإعلان الضريبي للمؤسسة.

يشترط توفر بعض ما جاء ذكره أعلاه بشكل توثيقي لدى الهيئات القانونية المختصة بتأسيس هكذا كيانات وهناك بعض الهيئات القانونية تقوم بسلطة الإشراف.
لا تؤثر الأغراض وكذلك الانتماءات على الوضع القانوني بالضرورة، ولكن يجوز أخذها بعين الاعتبار في الإجراءات القانونية.
معظم البلدان لديها القوانين التي تنظم إنشاء وإدارة المنظمات غير الربحية والتي يجب أن تتماثل مع أنظمة الحكم الاتحادية. ويشترط على المنظمات الكبرى منها أن تنشر تقاريرها المالية التي تعرض مدخلاتها ومصروفاتها. وهي مشابهة للكيانات التجارية في بعض النواحي على الرغم من الاختلافات الكبيرة بينهما. ويجب أن تمتلك المنظمات غير الربحية والربحية مجلس إدارة ولجنة إدارة أو مجلس أمناء يدين للمنظمة بالقيام بالواجب الائتماني وبالولاء والثقة. والاستثناء الأبرز لما سبق هو في الكنائس التي لا يتطلب منها أن تكشف تمويلها لأحد حتى لأعضائها إذا ما ارتأت قيادة الكنيسة ذلك.

### التشكيل والبنية
المنظمات غير الربحية في الولايات المتحدة تتشكل بالتنسيق مع الولاية التي يتوقع أن تنشط بداخلها، عملية التنسيق تؤدي إلى خلق كيان قانوني يسمح بمعاملة المنظمة على أنها شركة تعاونية بموجب القانون وأن تقوم باتفاقيات العمل وإبرام التعاقدات وامتلاك العقارات كما هي حال الأفراد والشركات الربحية، وقد ينتسب لهذه المنظمات أعضاء، لكن بعضها لا ينتسب إليها أحد، كما يمكن أن تكون أمانة أو جمعية تضم أعضاء. في أغلب الأحيان تدار هذه المنظمات من قبل أعضائها عن طريق انتخاب مجلس إدارة أو حكام أو مجلس أمناء، ويمكن أن تمتلك بنية من المفوضين ما يسمح بتمثيل الجماعات والشركات الأخرى كأعضاء في المنظمة، ويمكن أن تكون منظمة ليست لها أعضاء فتقوم إداراتها على تشكيل البنية الإدارية.
الفارق المبدئي بين الكيانات الربحية وغير الربحية هو أنها لا تصدر أسهمًا أو تدفع أرباحًا ولا تدفع رواتبًا، وقد لا تزيد من عدد أفراد مجالس المدراء الخاصة بها. ولكن بالمقابل قد يعمل لديها موظفون ويمكن أن تُعَوِّضَ عمل مدرائها ماليًّا وفقًا لعقود مقبولة.

### الاستثناء من الضرائب
في العديد من البلدان تتقدم المنظمات غير الربحية بطلب استثناء من الضرائب، لكي تستثنى من ضريبة الدخل والضرائب الأخرى، كما يمكن استعادة أي ضريبة دفعها المانحون الممولون على الهبات والتبرعات المقدمة منهم لمثل هذه المنظمات، أو أن يطالبوا بإعفاءات ضريبية اعتمادًا على مقدار الهبات التي يقدمونها.

### الولايات المتحدة
بعد إنشاء المنظمة بشكل قانوني على مستوى الولاية، فمن المعتاد أن يتقدم هذا الكيان غير الربحي بطلب استثناء من الضرائب فيما يتعلق بمدخولاته. وعادة ما يكون ذلك بالتقدم بطلب إلى مصلحة الدخل الوطني (جهاز الضرائب) مع وجود استثناءات لذلك بالنسبة لأنواع محددة من المنظمات غير الربحية. ويقوم الجهاز بمراجعة الطلب للتأكد من تلبية المنظمة للشروط باعتبارها منظمةً مستثناة من الضريبة. وقد يصدر الجهاز قرارًا يُعْلِمُ فيه المنظمةَ غير الربحية لاحقًا باستثنائها من الضريبة الخاصة بالدخل وشمولها بالإعفاءات. ولا ينطبق الاستثناء على الضرائب الاتحادية الأخرى كضريبة الضمان الاجتماعي للموظفين، كما يجب أن تدفع المنظمة ضريبة دخل فدرالية لا ترتبط بالاستثناءات التي حصلت عليها. ومن شأن الفشل في العمل ضمن إطار القانون أن يؤدي إلى فقدان المنظمة للاستثناء من ضريبة الدخل الذي حصلت عليه.
بعض الولايات تقدم استثناءات إضافية للمنظمات غير الربحية مثل الإعفاء من ضريبة المبيعات أو ضريبة الأملاك، ورغما عن ذلك، فإن الاستثناءات الضريبية الفدرالية لا تضمن إعفاءات من الضرائب الخاصة بالولايات والسلطات المحلية. ويتوجب تقديم طلبات مستقلة للحصول على هذه الاستثناءات والتي قد تختلف متطلباتها عن معايير مصلحة الدخل الوطني. وعلاوة على ذلك، فإن المنظمة ربما سيكون مطلوبًا منها تقديم تقارير مالية سنوية لمصلحة الضرائب على مستوى الدولة وعلى مستوى الولاية.

### كندا
يجب تسجيل المنظمات غير الربحية التي تتخذ شكل جمعيات خيرية في كندا لدى وكالة الدخل الكندية.

### المملكة المتحدة
في إنجلترا وويلز، المؤسسات الخيرية عمومًا يجب أن تكون مسجلةً لدى الهيئة الخيرية. أما في اسكتلندا، يقوم المكتب الأسكتلندي للضوابط الخيرية بنفس المهمة التسجيلية. بالنسبة لاتحادات العمال والتي تصنف في الولايات المتحدة على منظمات غير ربحية فإنها تخضع لضوابط مختلفة ولا ترتبط بالجمعيات الخيرية تقنيًّا.

### فلسطين
تخضع المنظمات غير الربحية لنفس الشروط الخاصة بالجمعيات الخيرية أو الهيئات غير الحكومية (الهيئات الأهلية) من حيث الإعفاءات الضريبية ويمكن أن تتلقى مساعدات من السلطة الوطنية كما أن وزارة الداخلية هي التي تمنح تراخيصها.

## على الإنترنت
الكثير من (أو أغلب) المنظمات غير الربحية تستعمل في العادة اسم النطاق .org أو ما يرافق ذلك النطاق تحت اسم البلد الذي يمثل منشأ المنظمة غير الربحية مثلا (org.eg, org.uk, org.dz.. إلخ). ونادرا جدا ما تستعمل منظمة غير ربحية النطاق .com لكونه ذو معنى تجاري ربحي.